# Église Saint-Loup de Saint-Loup-de-la-Salle
L'église Saint-Loup de Saint-Loup-de-la-Salle est une église située sur le territoire de la commune de Saint-Loup-Géanges dans le département français de Saône-et-Loire et la région Bourgogne-Franche-Comté.

## Historique
Une chapelle de l'église est dédiée à saint Roch, saint patron du village, où une statue représente ce saint né à Montpellier qui soignait les pestiférés et donna sa fortune aux pauvres (une célébration se tient chaque année à Saint-Loup, le 16 août).

## Protection
Elle fait l'objet d'une inscription au titre des monuments historiques depuis un arrêté du 15 novembre 1926.

## Culte
Édifice consacré du diocèse d'Autun relevant de la Paroisse Saint-Jean-Baptiste-des-Trois-Rivières (siège à Verdun-sur-le-Doubs) – qui en est affectataire au titre de la loi de 1905 –, l'église de Saint-Loup-Géanges est, plusieurs siècles après sa construction, un lieu de culte catholique. 